# Vampyres
Vampyres és una pel·lícula de terror britànica del 1974 dirigida per José Ramón Larraz i protagonitzada per Anulka Dziubinska, Marianne Morris i Murray Brown. La seva trama segueix a dues dones amants que, després d'haver estat ressuscitades com a vampires, atrauen viatgers desprevinguts a la seva finca ruïnosa per alimentar-se de la seva sang.
La pel·lícula conté el trope de la vampira lesbiana, i va ser l'objectiu dels crítics de cinema per les seves representacions de violència gràfica, sexe i la seva presentació de la bisexualitat femenina. Va ser estrenada per primera vegada als Estats Units l'any 1975 per Cambist Films, i més tard es va estrenar al Regne Unit el 1976.
En els anys posteriors a la seva estrena, la pel·lícula ha obtingut un gran seguici de culte.

## Argument
Fran i Miriam, amants, són assassinades a trets al llit d'una casa rural anglesa. Ressuscitades com a vampires, la parella continua atreure persones desprevenides a la finca ruïnosa, on es poden alimentar de la seva sang.
La jove parella John i Harriet passen per davant de Fran mentre viatgen pel camp anglès. Després, John i Harriet decideixen acampar a la seva caravana prop de la casa de camp durant uns quants dies. La Harriet és molesta pel local, i li diu a John que va veure una altra dona (Miriam) amagada darrere d'un arbre quan van passar pel costat de Fran. Aquella nit, durant una tempesta de pluja, Harriet veu llums a l'interior de la casa i una figura que mira cap a la caravana. John investiga, però no troba res.
Al matí, un home de mitjana edat anomenat Ted passa per la zona, observant un accident de cotxe amb un home mort. Fran, fent-se passar de nou com un autoestopista, aconsegueix que en Ted l'acompanyi a casa. Ella el convida a entrar, on els dos tenen sexe apassionat. Al matí, en Ted troba una ferida al braç, que atribueix a una copa de vi trencada. Després de no trobar Fran, en Ted s'atura a la caravana estacionada de John i Harriet, on el conviden a prendre un cafè i embenen la seva ferida. En Ted torna a la casa, esperant el retorn de Fran al seu cotxe aparcat. Torna al capvespre, acompanyada de la Míriam i d'un jove, en Rupert, a qui les dones també hi han atret. Aquella nit, després que Ted s'adormi, Fran s'uneix a Miriam per assassinar i alimentar-se de Rupert. Després d'amagar el cos, les dones es dutxan juntes. La Miriam implora a Fran que assassini en Ted aviat, tement que pugui estar massa involucrada emocionalment.
Encuriosida per Fran i Miriam, Harriet segueix les dones l'endemà al matí mentre entren al bosc i travessen el cementiri d'una església. Mentrestant, en Ted se'n va al seu cotxe i es troba amb una altra escena d'accident de trànsit, però comença a veure que la víctima és en Rupert. Emocionat, Ted torna a la casa i, sense voler, es tanca al celler. Aquella nit, la Fran i la Miriam tornen a la casa i troben en Ted al celler. En Fran comença a alimentar-se de la seva ferida al braç mentre s'estén submisament. La Miriam entra a l'habitació i també comença a alimentar-se de la ferida d'en Ted, seguida de les dones que tenen relacions sexuals mentre Ted es troba al seu costat.
Harriet finalment entra a la casa i troba tant Fran com Miriam dormint a les fosques al celler. John s'enfronta a Harriet i la fa sortir de casa, preocupat que siguin citats per intrusió. En Ted, que ha estat dèbil amb l'anèmia a l'habitació de Fran, sent les dones marxar i tornar a la casa, de nou amb un nou pretendent, aquesta vegada un playboy. El porten al celler, on el colpegen fins a la mort. Mentrestant, Ted Garner té prou força per ensopegar fora de la caravana de John i Harriet. John intenta conduir cap a un lloc segur, però és assassinat per Fran i Miriam al cotxe. En anar a investigar, Harriet és atacada per Fran i Miriam, que l'arrosseguen al celler i li tallen la gola.
A l'alba, en Ted ensopega de tornada al seu cotxe atordit. El desperta un agent immobiliari que suposa que Ted és un borratxo i li ordena que se'n vagi. Mentre en Ted marxa de pressa, l'agent immobiliari s'acosta a la finca amb una parella d'edat americana interessada a comprar-la. L'agent immobiliari comenta que l'agència immobiliària ha tingut problemes per vendre la propietat, ja que es creu que està perseguida per dues dones que hi foren assassinades.

## Repartiment
- Marianne Morris com a Fran
- Anulka Dziubinska com a Miriam (acreditada com a Anulka)
- Murray Brown com a Ted
- Brian Deacon com a John
- Sally Faulkner com a Harriet
- Michael Byrne com a Playboy
- Karl Lanchbury com a Rupert
- Margaret Heald com a recepcionista
- Gerald Case com a agent immobiliari
- Bessie Love com a American Lady
- Elliott Sullivan com a home americà

## Anàlisis
Una de les improvisacions úniques de Vampyres sobre el gènere dels vampirs és la decisió dels seus vampirs d'alimentar-se d'un tall al braç de la víctima Ted. Larraz explica el seu impuls darrere d'aquesta elecció, dient: "M'imagino que els meus vampirs es converteixen gairebé al canibalisme, per menjar algú, per treure la sang de qualsevol lloc, no importa si és al braç o a les boles!" La teòrica del cinema Barbara Creed va anomenar aquesta ferida "una de les vistes més grotesques de la pel·lícula".
Vampyres va rebre una renovada atenció dels estudiosos del cinema a la dècada de 1990, quan els escriptors van començar a revalorar les pel·lícules de terror i sexplotació britàniques dels anys setanta. Analitzant el contingut de la sexualitat de la pel·lícula, l'estudiós Leon Hunt escriu que "la narrativa heterosexual masculina de Vampyres (la que vendria la pel·lícula) és explícitament masoquista", ja que els personatges masculins de la pel·lícula queden relegats als "attrezzos" utilitzats per les trobades sexuals de les vampires entre elles.

## Producció

### Càsting
Anulka havia aparegut a la imatge de Playboy Girls of Munich l'any 1972, i va aparèixer com a Playmate del mes de la revista el maig de 1973. Vampyres va ser el seu primer paper d'actriu al cinema.
Abans de Vampyres, Marianne Morris havia aparegut a Corrupció (1968), Lovebox (1972),  'Just One More Time (1974) i Percy's Progress (1974); segons Morris, va ser elegida per Vampyres ja que Larraz havia desitjat algú que no semblés especialment anglès.
Sally Faulkner, una actriu escènica shakespeariana, va interpretar el paper de Harriet. En relatar l'experiència, Faulkner va comentar que fer la pel·lícula va ser desagradable, ja que sentia que Larraz no la respectava ni a ella ni al seu coprotagonista, Brian Deacon. "No era que busquéssim un tractament estrella", va dir Faulkner. "José era molt decidit i no em donava suport; va ser especialment crític amb mi."

### Rodatge

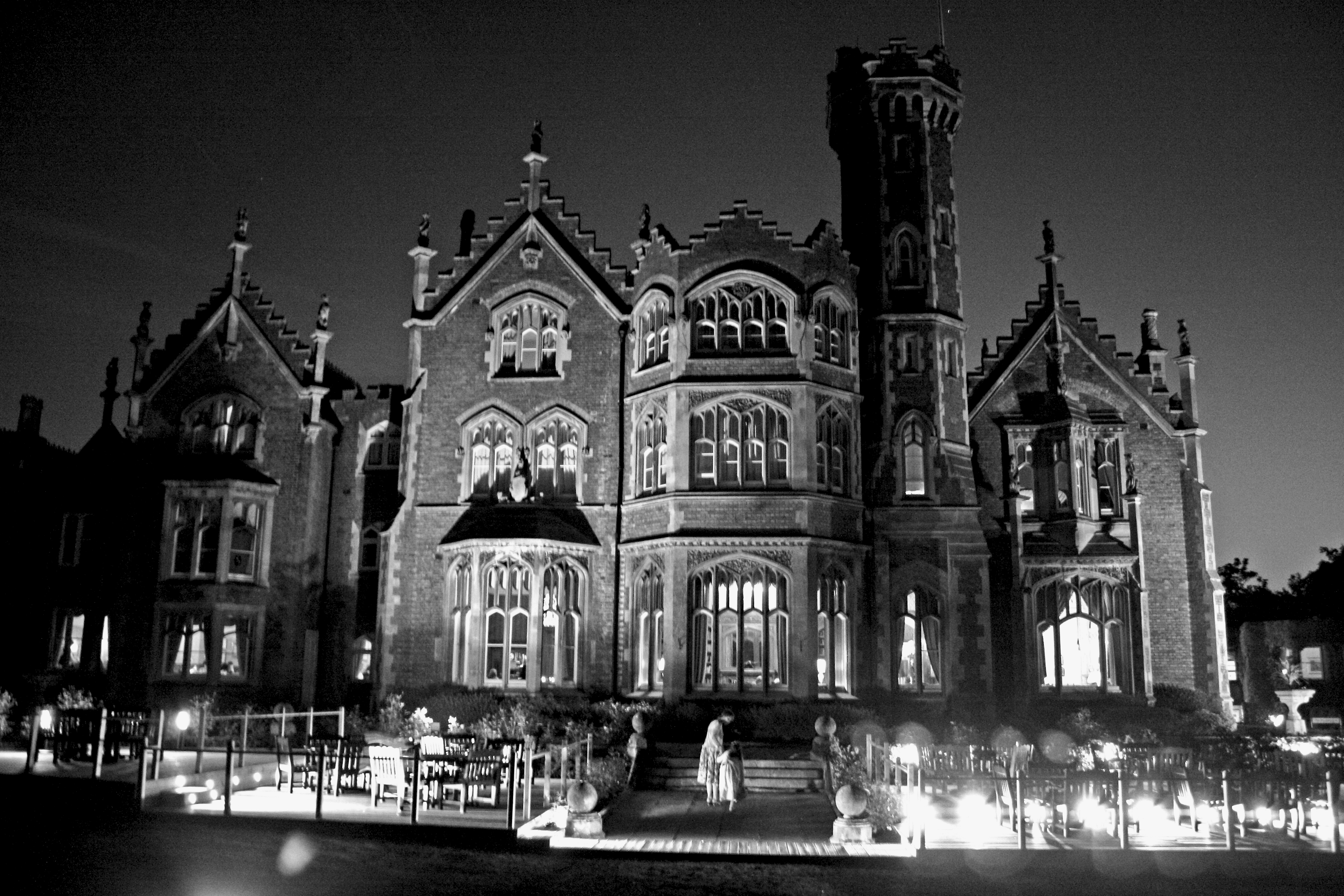
Oakley Court a Bray (Berkshire) va servir com a exterior de la localització principal de la pel·lícula

Vampyres es va rodar durant un període de tres setmanes amb un pressupost modest de 42.000 £.
Es fa un ús efectiu de l'antiga Hammer Productons ambientant Oakley Court i els interiors es van rodar a Harefield Grove, una casa de camp classificada de grau II de principis del segle XIX al municipi londinenc de Hillingdon, on Larraz havia filmat anteriorment Symptoms. La realització de la pel·lícula es va tractar breument al documental de la BBC de 1974 The Dracula Business.

### Música
La música va ser escrita per James Clark.

## Llançament
La pel·lícula va ser comprada pel distribuïdor britànic Fox-Rank el 1974, que no la va estrenar fins al 1976 com a doble llargmetratge amb The Devil's Rain.

### Censura
Vampyres va ser distribuïda als Estats Units per Cambist, que el va publicar sense tallar amb un certificat X el març de 1975.
Inicialment es va censurar al Regne Unit, amb 2 minuts i 21 segons de tall de contingut cruent i sexual. Larraz va anomenar aquest tall de la pel·lícula "la versió del Vaticà".

### Resposta crítica
Vampyres va rebre una acollida variada, amb moltes crítiques centrades en la representació explícita a la pel·lícula de bisexualitat femenina. The Independent Film Journal va suggerir que la pel·lícula "té prou carn i un acoblament suggerent per vincular-la al circuit softcore en lloc del mercat de terror tradicional". Frank Segers de Variety va escriure que la pel·lícula "indica b.o. [taquilla] potencial en situacions adultes adequades... combinant les predileccions lesbianes amb les formes habituals de vampirs assedegats de sang."
La resposta de la premsa del Regne Unit també es va concentrar en el contingut sexual de la pel·lícula, malgrat les retallades. David Pirie va escriure a The Monthly Film Bulletin, "és estrany que el sexe i la violència estiguin tan completament i gràficament integrats en una pel·lícula britànica (que el censor va deixar sorprenentment intacte)." Marjorie Bilbow de Screen International va anomenar Vampyres "Una decepció per als addictes al terror, amb avantatges addicionals per als voyeurs."

### Mitjans domèstics
Vampyres va ser llançada en DVD per Anchor Bay Entertainment el 9 de maig de 2000. Blue Underground va llançar posteriorment una edició en DVD el 27 de maig de 2003, seguida d'una edició Blu-ray el 2010. El 22 de març de 2019, Arrow Video va estrenar la pel·lícula en una nova edició en Blu-ray com a part d'un conjunt de tres pel·lícules titulat Blood Hunger: The Films of José Larraz, que també conté Whirlpool (1970) i The Coming of Sin (1978).

## Títols alternatius
La pel·lícula s'ha distribuït amb diferents títols alternatius o amb diferents subtítols: The Vampyres, Blood Hunger, Daughters of Dracula (no s’ha de confondre amb ' Dracula's Daughter), Satan's Daughters (no s’ha de confondre amb Daughters of Satan), Vampyres: Daughters of Dracula i Vampyres: Daughters of Darkness (no s’ha de confondre amb Daughters of Darkness).

## Remake
Un remake, també anomenat Vampyres, va ser dirigit per Víctor Matellano i estrenat el 2015.